# スモレンスク公国

スモレンスク公国（スモレンスクこうこく、ロシア語: Смоле́нское кня́жество）は、12世紀 - 14世紀にスモレンスクを首都として成立したルーシ諸公国の一つである。公国の歴史を概括すると、13世紀半ばには西接するポロツク公国に干渉するなど勢力を伸ばしたが、モンゴルのルーシ侵攻の後、強大化したリトアニア大公国・モスクワ大公国の狭間で弱体化し、最終的にリトアニア大公国に組み込まれた。
本頁の地名表記には旧称で表記されているものがある。必要に応じて各頁を参照されたし。

## 地理

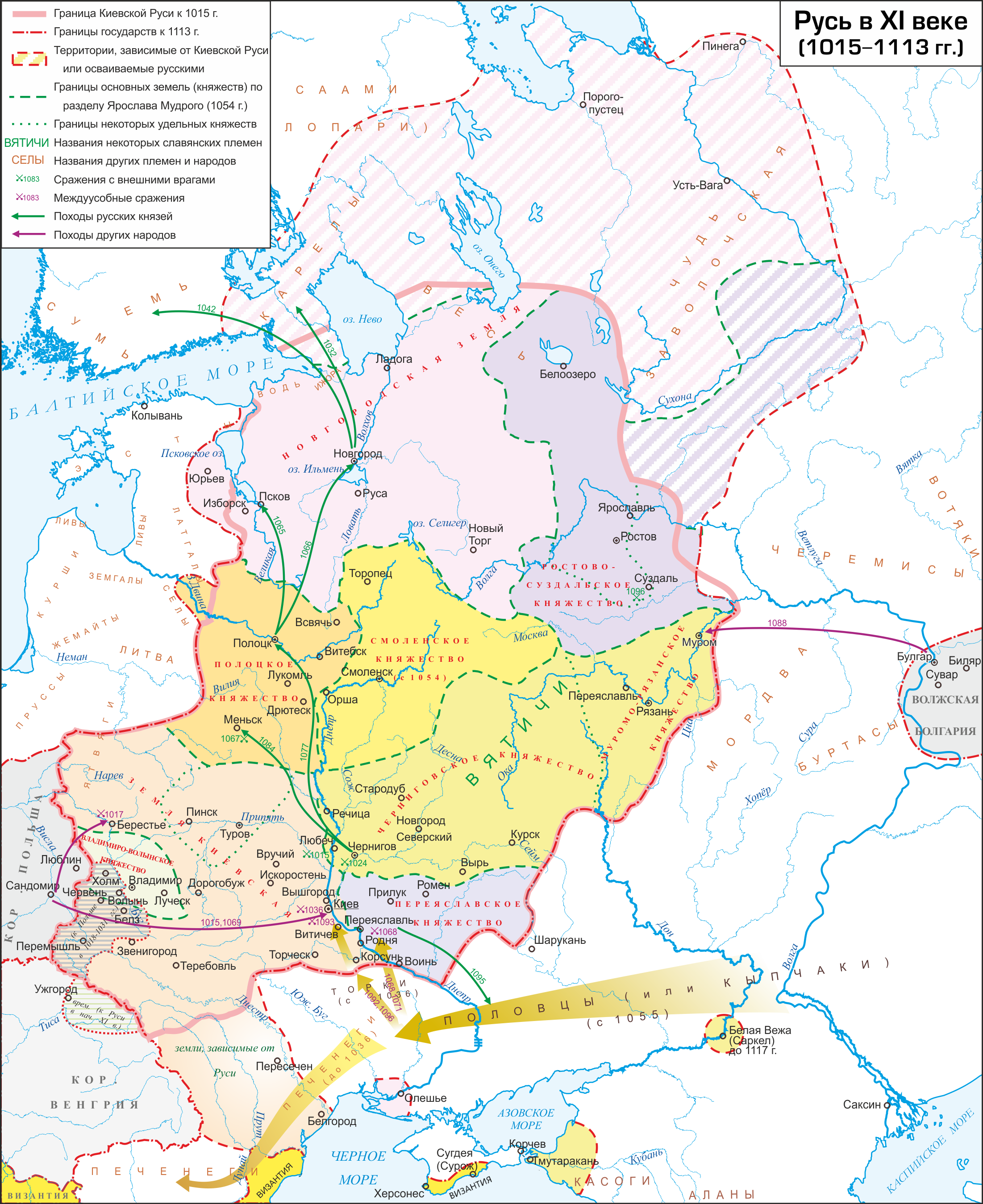
1100年頃のルーシ。諸公国の中央部に位置する、濃い黄色がスモレンスク公国。

スモレンスク公国は、ドニエプル川、ヴォルガ川、西ドヴィナ川の三河川の上流域を領土としていた。この地は東スラヴ民族の部族の居住地としては、クリヴィチ族（スモレンスク・クリヴィチ族）の居住地に相当する。また、公国の領土内をヴァリャーグからギリシアへの道が通過しており、交易は重要な収入源となっていた。首都はスモレンスクにあり、他にも多くの都市を有していた。すなわちベールイ、ヴャジマ、ドロゴブージ、エリニャ、ジジェツ(ru)、ズブツォフ、イジャスラヴリ（現在のどこに当たるかは不明）、クラスヌィー(ru)、クリチェフ、メドゥイニ、モジャイスク、ムスチスラヴリ、ヴォルシャ、ルジェフ、ロスチスラヴリ、ルドニャ、スラヴゴロド、トロペツ等である。

## 歴史

### 草創期（9世紀 - 1227年）
文献上にスモレンスクの名が初出するのは863年のことである。『ニコン年代記』によれば、875年にアスコルドがクリヴィチ族への遠征を成功させたという記述がある。『原初年代記』によれば、882年にオレグがスモレンスクを手に入れ、家臣を置いている。また、初代スモレンスク公とされるのはリューリク朝のスタニスラフである。
1054年、キエフ大公ヤロスラフ1世の遺言によって、スモレンスク公にヴャチェスラフが就いた。しかし3年後に死去し、ヴャチェスラフの兄弟のイーゴリが、ヴォルィーニ公からスモレンスク公に移された。そのイーゴリも1060年に死去したため、スモレンスクの地からの朝貢は、他の3人のヤロスラフの子たちに分割された。
『原初年代記』によれば、1097年のリューベチ諸公会議において、スモレンスクはウラジーミル・モノマフの世襲領土となることが承認された。また、1113年にウラジーミル・モノマフがキエフ大公となり、自分の子のスヴャトスラフを、スモレンスクからペレヤスラヴリへ移したという記述がある。

### 全盛期（1127年 - 1274年）
スモレンスク公国の全盛期は、ロスチスラフの統治期（1127年 - 1160年）に訪れた。ロスチスラフは、彼の父のムスチスラフ1世がキエフ大公位にあるときにスモレンスク公国を受領し、キエフ大公国の内戦の時代（1132年 - 1167年）も、スモレンスク公位を守りきった。ロスチスラフは、スモレンスク・ロスチスラフ朝の祖となった。
この時期のロスチスラフの後継者たちに関して、特筆すべき出来事としては、1172年にウラジーミル（ウラジーミル・スーズダリ）公アンドレイの従属下から脱したこと、アンドレイ一門の政権への敵対者やウラジーミル公コンスタンチンを援助したことが挙げられる。また、1212年と1214年にチュヂ族への遠征に連勝している。さらに、キエフ大公（1214年）とガーリチ公（1215年）の着任に影響を与え、共にバルト海沿岸のリヴォニア帯剣騎士団に抵抗する契約をとりつけた。
12世紀末より、スモレンスク公国はリガやゴットランド島のヴィスビューとの交易を拡大した。主な輸出品は蝋、次いで蜂蜜、毛皮だった。輸入の中心はラシャだった。また、以降の時期の史料によれば、長靴下、生姜、砂糖漬けのソラマメ、燻製の鮭、アーモンド、ワイン、食塩などが輸入されていた。
ムスチスラフの統治期（1219年 - 1230年）には、ポロツク公国の弱体化に伴い、スモレンスク公国は強大化した。既に12世紀にはリトアニア大公国がポロツク公国を圧迫しはじめていたが、このリトアニアの絶え間ない襲撃に加え、リヴォニア帯剣騎士団への敗北の結果、ポロツク公国はリヴォニアの領土を失った。弱体化したポロツク公国に対して、スモレンスク公国の及ぼす影響力が増した。また、1216年にポロツク公ウラジーミルが死ぬと、ポロツク公国内の分領公国の間に不和が生じ始め、隣接するスモレンスク公国とノヴゴロド公国にも悪影響を及ぼした。よって、ムスチスラフはポロツクの地の反乱を鎮圧するために、1222年にスモレンスク軍を投入してポロツクの地を占領し、ポロツク公にスヴャトスラフを据えた。さらに、スモレンスク公国はリトアニア大公国と戦い始めた。
1223年、東方よりルーシに現れたモンゴル帝国軍と、ルーシ諸公軍との間で行われたカルカ河畔の戦いによって、スモレンスク公国の軍事資源は枯渇した。その一方で、西方のリトアニアに対する防衛力を必要としていたため、1225年のウスヴャートィの戦いをはじめ、1239年、1244年 - 1245年に、やむをえずウラジーミル大公国に援助を求めた。1230年には地震が起き、その後2年間飢饉に襲われた。飢饉の結果疫病が生じ、全ての都市から多くの人命を奪い去った。続く1236年 - 1240年の第二次モンゴルのルーシ侵攻の際には、スモレンスク公国の東部をモンゴル帝国軍が通過した。しかし、それでも公国自体は生き残った。なお、この時期にも、スモレンスクの商人たちは国際的な交易に関与し続けていた。ラトビアの国立歴史史料保管局には、1123年（もしくは25年）と1229年の、スモレンスクと、リガやゴットランド島沿岸との契約の記録が保管されている。

### 衰退期（1274年 - 1404年）
1274年、ジョチ・ウルスのハン・モンケ=テムルは、ガーリチの公レフに対リトアニアの援軍を送った。この軍勢はスモレンスクを通過して西へ向かったが、歴史家の中には、これをジョチ・ウルスの支配（タタールのくびき）の広がりと関連付ける見解がある。13世紀半ば以降に、モンゴルの官吏はルーシの地で課税のための人口調査を行った。スモレンスクでは1275年に人口調査が行われた。
13世紀後半、ブリャンスクには、スモレンスク公家のグレプの子孫が根を下ろしていた。彼らはおそらく、自身を正当な公とみなし、スモレンスク公国から独立した自治権があると考えていたようである。年代記においても、1341年に、スモレンスクから来た公のグレプ（先述のグレプとは別人）を殺害したという記述がある。ブリャンスクは1350年に、都市の混乱に乗じたリトアニアの公・アルギルダスに占領された。
13世紀の末に、ヴャジマ、モジャイスク、フォミンゴロド(ru)、フレペニ、ヴェレジュー等の都市が分領公国化した。各公国の国境の要塞化が始まり、スモレンスク公国は分割された。なおモジャイスクは1303年にモスクワ大公ダニールの子、ユーリーの軍に奪い取られた。
14世紀前半、スモレンスク公イヴァンは、リトアニア大公ゲディミナスと同盟を結び、ジョチ・ウルスへの税の支払いを拒んだ。その結果、1340年に、モスクワ大公国、リャザン大公国、ジョチ・ウルスの軍に攻め込まれた。1351年、モスクワ大公セミョーンの軍が進駐し、リトアニアとの同盟の破棄を強いた。1355年にはアルギルダスがスモレンスク領ルジェフを占領し、スモレンスクとリトアニアとの同盟関係は破談となった。とはいえスモレンスクの公たちは、アルギルダスにとって2度目となる1370年のモスクワ遠征に参加している。その一方で、1375年にはモスクワ側について、ドミートリー・ドンスコイと共にトヴェリを攻め、1380年のクリコヴォの戦いにも参加するなど、リトアニアとモスクワの間を揺れ動いた。この時期のスモレンスク公スヴャトスラフやその後継者たちの治世には、公国の崩壊をくいとめるべくあらゆる努力をしたにもかかわらず、モスクワ・リトアニア両国の圧力がより強まったことが判明している。フォミンゴロド公フョードル(ru)などの一部の公は、モスクワ公国に仕えはじめた。
1386年、ムスチスラヴリ付近のヴィフラ川の戦いで、スモレンスク軍はリトアニア軍に敗れた。1395年、リトアニアのヴィータウタスがスモレンスクを包囲し、強撃を加えた。ヴィータウタスはスモレンスクの公たちを捕らえ、代わりに自分の代官を置いた。1401年にスモレンスクの公たちに公爵位を返還したが、1403年に改めてスモレンスクを占領し、リトアニア大公国に併合した。これによって、スモレンスクの独立性は失われ、リトアニア大公国の一部（スモレンスカス県）として再始動することになった。